# Плата за опублікування статті
Плата за опублікування статті (англ. Article processing charge, APC) — плата, яку іноді стягують наукові журнали для компенсації витрат на видання, поліграфію (додаткові кольорові ілюстрації), реєстрацію в системах, а також зберігання вмісту у відкритому доступі (хостинг).
Не плутати з терміном «платна публікація» — оплата сторонніх послуг за підготовку та опублікування статті.

## Загальні відомості
Для покриття видавничих витрат наукові журнали використовують різні способи. Наприклад, збори від поширення підписки, субсидії різних організацій. Зростає кількість журналів, особливо з відкритим доступом, які приймають плату за опублікування. Більш того, цей спосіб наповнення бюджету видавництва став найпоширенішим для фінансування публікування професійних статей.
Слід зазначити, що крім плати за власне опублікування (англ. Publication Fee), деякі видання приймають також плату за рецензування (англ. Submission fee), причому до його початку. Така практика має особливе поширення серед журналів у галузі економіки та фінансів.

## Особливості внесення плати за опублікування
Плата за опублікування зазвичай стягується в журналах відкритого або гібридного доступу, і, рідше, в журналах, розповсюджуваних повністю на комерційній основі.
Як правило, таку плату вносять не автори статті, а їх спонсори або зацікавлені в їх діяльності установи. Проте відсутність подібної оплати може спричинити відмову в опублікуванні.
Низка видань відкритого доступу мають спеціальні програми безкоштовних публікацій важливих статей, автори яких не мають необхідних коштів.

## Рівні плати за опублікування
Рівень плати за опублікування може широко варіюватися залежно від конкретного видання, зазвичай потрапляючи в діапазон від 100 до 5000 доларів США. Причому, великі видання, тим більше з високим імпакт-фактором, мають і вищі розцінки.
Цікаво, що в середньому в журналах з гібридним доступом розмір плати більший майже в два рази, порівняно з журналами повністю відкритого доступу.
Плата за рецензування зазвичай нижча від плати за публікацію, варіюючись в діапазоні від 10 до 500 доларів США.